# Pierre Antoine Delalande
Pierre Antoine Delalande (27 marzo 1787 – 27 giugno 1823) è stato un naturalista ed esploratore francese.

## Biografia
Delalande lavorava come collezionista di reperti di storia naturale per conto del Museo nazionale di storia naturale di Francia. Nel 1816, a tale scopo, viaggiò in Brasile.
Nel 1818 intraprese una spedizione in Sudafrica con il nipote Jules Verreaux, all'epoca dodicenne. I due viaggiarono in lungo e in largo per il Paese per tre anni. Al loro ritorno, nel 1821, portarono con sé 13.405 reperti, per lo più di natura vegetale. La collezione comprendeva inoltre 288 mammiferi, 2205 uccelli, 322 rettili, 265 pesci, 3875 conchiglie e vari crani e scheletri umani provenienti da un cimitero di Città del Capo e dal campo di battaglia di Grahamstown, dove l'esercito inglese del colonnello Willshire si era scontrato con le tribù xhosa del capo Nxele.
Il nome di Delalande è commemorato dalla farfalla Papilio delalandei.